# 迈阿密国际航空293号班机事故
迈阿密国际航空293号班机是由迈阿密国际航空使用波音737-800型客机运营的军用航班。2019年5月3日，其在佛罗里达州杰克逊维尔降落前偏出跑道，落入圣约翰河。机上全员生还，但有21人受伤。涉事航机坠毁后成为波音737-800系列飞机第17架报废的飞机。

## 事故过程
293号班机是从古巴关塔那摩湾美军基地起飞，预定到达佛罗里达州杰克逊维尔的增补客机，机上乘客为美军官兵和相关公民。该机抵达杰克逊维尔后试图在雷暴中降落，但从跑道上空偏移坠入河中。包括超过50名消防员在内的救援队成功救出机上所有人员，有21人受伤并被送往医院。
飞机并没有沉没，但机内严重进水，飞机后身几排座位积水达到数英寸深。据估计，至少有3只随机宠物死亡。当地政府掌握了飞机燃料泄漏的情况，并设法控制之。
美国总统唐纳德·特朗普为此次事故联系了杰克逊维尔市长兰尼·科里。

## 涉事航机

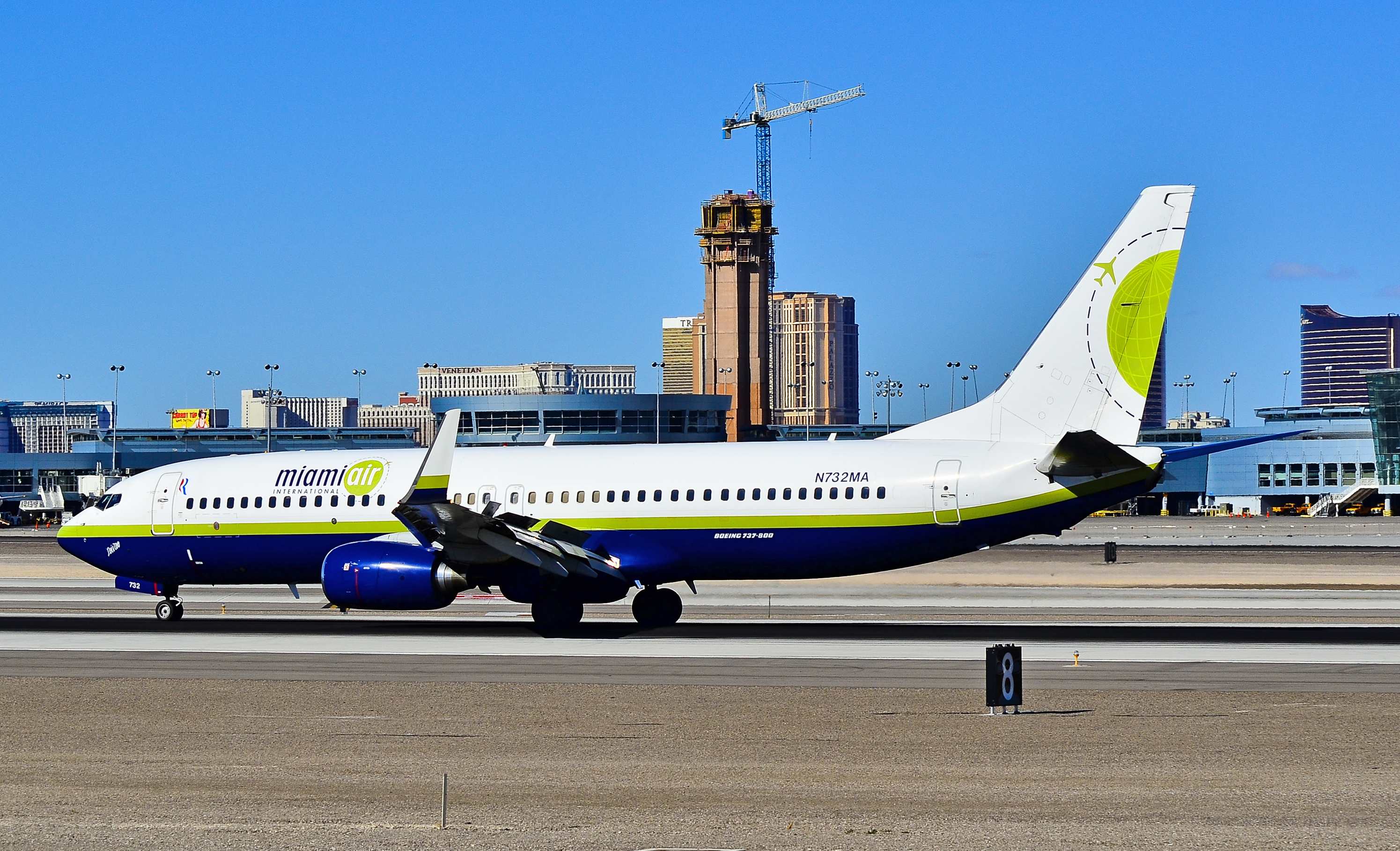
本次事故中失事的客机，摄于2012年

本次事故中的波音737-800型喷气机注册编号为N732MA，制造商编号30618，于2001年4月12日首飞。事故发生前其已飞行15,610次，飞行时间共计38,928小时57分钟。

## 事后调查

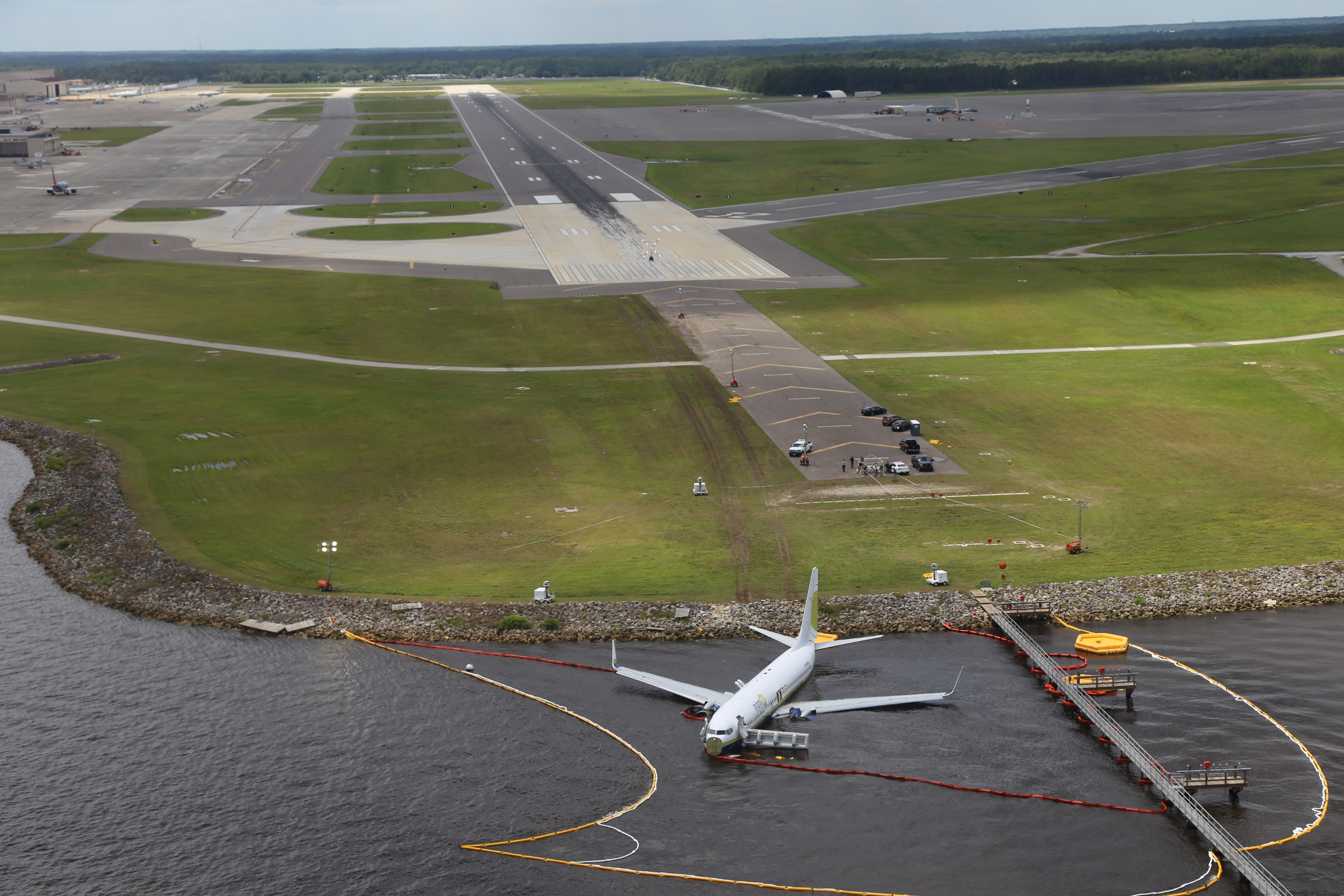
从失事地点看向10/28跑道

美国国家运输安全委员会、波音公司和美国海军共同调查了此次事故。初步调查报告的集中于推力反向器可能失灵及飞行员向塔台请求更换跑道降落。飞机的右侧推力反向器在起飞时就不可操作。
事发当晚9时22分19秒，飞行员向杰克逊维尔当地塔台请求降落，收到了于长约9,000英尺（2,700米）的28跑道降落的建议。当时天有大雨和雷暴，风向北偏西10°，风速4 kn（7.4 km/h）。雷暴从9时04分就已开始。飞行员收到降落建议后于9时23分询问是否可以在反方向的10跑道降落。塔台称10跑道的可降落距离由于跑道西侧的制动装置占用了跑道入口内移部分而缩短到7,800英尺（2,400米）。
9时24分55秒，飞行员再次询问塔台应降落在哪一条跑道，得到了非常模糊的回答。9时30分塔台报告雷暴已经东移，飞机可以降落在10跑道；飞行员把降落交由雷达控制，飞机于9时39分49秒降落。飞机降落在跑道入口内移外约490米，转向右侧，在距10跑道中线直线距离23米处、距跑道入口内移1,900米处冲出跑道，撞击河床。
事故发生一星期后，飞机从河里被装上驳船，顺流而下直到绿湾温泉。由于飞机已严重损坏，在国家运输安全委员会完成调查后，飞机将会被拆解。5月23日，委员会发布了新的调查进展。